# Faithfull Forever
Faithfull Forever — студийный альбом Марианны Фейтфулл. Релиз состоялся только в США.
«Some Other Spring», «Lucky Girl» и «I’m the Sky» являются уникальными для этого альбома. Остальные песни были выпущены в виде синглов или позже войдут в альбом Love in a Mist, хотя здешняя версия песни «Counting» отличается от европейского релиза, а хоровые наложения «The First Time Ever I Saw Your Face» значительно отличаются от тех, что на North Country Maid. За аранжировки отвечали Майк Линдер; Гас Даджен и Вик Смит, а за фотографию Жан-Мари Перье.

## Список композиций
1. «Counting» (Боб Линд[англ.])
2. «Tomorrow’s Calling» (Эрик Вулфсон)
3. «The First Time Ever I Saw Your Face» (Юэн Макколл)
4. «With You in Mind» (Джеки Дешаннон[англ.])
5. «In the Night Time» (Донован)
6. «Ne Me Quitte Pas» (любовная тема из фильма «Шербурские зонтики») (Жак Деми, Мишель Легран)
7. «Monday, Monday[англ.]» (Джон Филлипс)
8. «Some Other Spring» (Артур Херцог-младший[англ.], Ирен Китчингс)
9. «That’s Right Baby» (Майкл Фарр[англ.])
10. «Lucky Girl» (Барри Мейсон[англ.], Лес Рид[англ.])
11. «I’m the Sky» (Норма Танега)
12. «I Have a Love» (Леонард Бернстайн, Стивен Сондхайм)